# Operacja Muszkieter

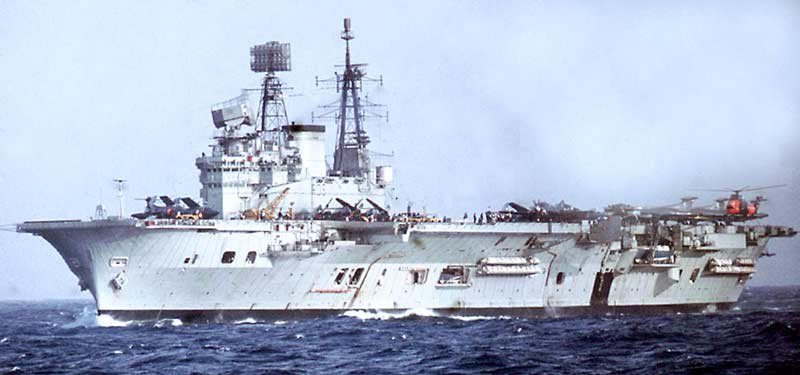
Lotniskowiec HMS Eagle, z którego startowały samoloty bombardujące cele w Egipcie

Operacja Muszkieter – brytyjsko-francuska operacja powietrzna przeciwko Egiptowi w czasie wojny sueskiej.
31 października 1956 roku po wystosowaniu ultimatum, które Izrael przyjął, zaś Egipt zignorował, Francja i Wielka Brytania skierowały swoje morskie siły uderzeniowe z rejonu wysp Malta i Cypr przeciw Egiptowi. Wieczorem 31 października brytyjskie i francuskie samoloty startujące z pokładów lotniskowców rozpoczęły bombardowanie egipskich obiektów wojskowych. Pierwsze uderzenie skierowano przeciwko egipskim bazom lotniczym, by sparaliżować egipską obronę powietrzną. Pierwsze bomby alianci zrzucili na Egipt o 21:30 w bazie Almaza. Naloty trwały do 4 listopada. W ciągu 4 dni zniszczonych zostało ponad 260 egipskich samolotów, za cenę utraty trzech pilotów oraz siedmiu maszyn własnych. Wieczorem 4 listopada rozpoczęto operację Teleskop, kolejną fazę działań przeciw Egiptowi.